# آینه، آینه ۳: چشم‌چران
آینه، آینه ۳: چشم‌چران (به انگلیسی: Mirror, Mirror III: The Voyeur) فیلمی محصول سال ۱۹۹۵ و به کارگردانی ریچل گوردون و ویرجینیا پرفیلی است. در این فیلم بازیگرانی همچون بیلی دراگو، دیوید ناتن، مونیک پرنت و مارک رافلو ایفای نقش کرده‌اند. این فیلم دنباله فیلم‌های آینه، آینه و آینه، آینه ۲ است.